# Яблонь (гміна)
Гміна Яблонь (пол. Gmina Jabłoń) — сільська гміна у східній Польщі. Належить до Парчівського повіту Люблінського воєводства.
Станом на 31 грудня 2011 у гміні проживало 4006 осіб.

## Площа
Згідно з даними за 2007 рік площа гміни становила 110.98 км², у тому числі:
- орні землі: 78.00%
- ліси: 13.00%

Таким чином, площа гміни становить 11.65% площі повіту.

## Населення
Станом на 31 грудня 2011:
| Опис     | Загалом | Загалом | Чоловіки | Чоловіки | Жінки | Жінки |
| -------- | ------- | ------- | -------- | -------- | ----- | ----- |
| одиниця  | осіб    | %       | осіб     | %        | осіб  | %     |
| все      | 4006    | 100     | 2038     | 50.87    | 1968  | 49.13 |
| міське   | 0       | 100     | 0        |          | 0     |       |
| сільське | 4006    | 100     | 2038     | 50.87    | 1968  | 49.13 |

## Сусідні гміни
Гміна Яблонь межує з такими гмінами: Вішніце, Дембова-Клода, Мілянув, Парчів, Подедвуже.